# Cricotopus meilloni
Cricotopus meilloni är en tvåvingeart som beskrevs av Freeman 1956. Cricotopus meilloni ingår i släktet Cricotopus och familjen fjädermyggor. Inga underarter finns listade i Catalogue of Life.